# Windham (Ohio)
Windham és una població dels Estats Units a l'estat d'Ohio. Segons el cens del 2000 tenia 2.806 habitants.

## Demografia
Segons el cens del 2000, Windham tenia 2.806 habitants, 959 habitatges, i 729 famílies. La densitat de població era de 511 habitants per km².
Dels 959 habitatges en un 45,8% hi vivien nens de menys de 18 anys, en un 43,5% hi vivien parelles casades, en un 27,1% dones solteres, i en un 23,9% no eren unitats familiars. En el 19,5% dels habitatges hi vivien persones soles el 6,3% de les quals corresponia a persones de 65 anys o més que vivien soles. El nombre mitjà de persones vivint en cada habitatge era de 2,93 i el nombre mitjà de persones que vivien en cada família era de 3,31.
Per edats la població es repartia de la següent manera: un 35,9% tenia menys de 18 anys, un 10,2% entre 18 i 24, un 29,2% entre 25 i 44, un 17% de 45 a 60 i un 7,7% 65 anys o més.
L'edat mediana era de 28 anys. Per cada 100 dones de 18 o més anys hi havia 81,6 homes.
La renda mediana per habitatge era de 31.630 $ i la renda mediana per família de 32.679 $. Els homes tenien una renda mediana de 30.791 $ mentre que les dones 20.859 $. La renda per capita de la població era d'11.875 $. Aproximadament el 23,5% de les famílies i el 23,8% de la població estaven per davall del llindar de pobresa.

## Poblacions més properes
El següent diagrama mostra les poblacions més properes.